# Adam Friedrich Oeser

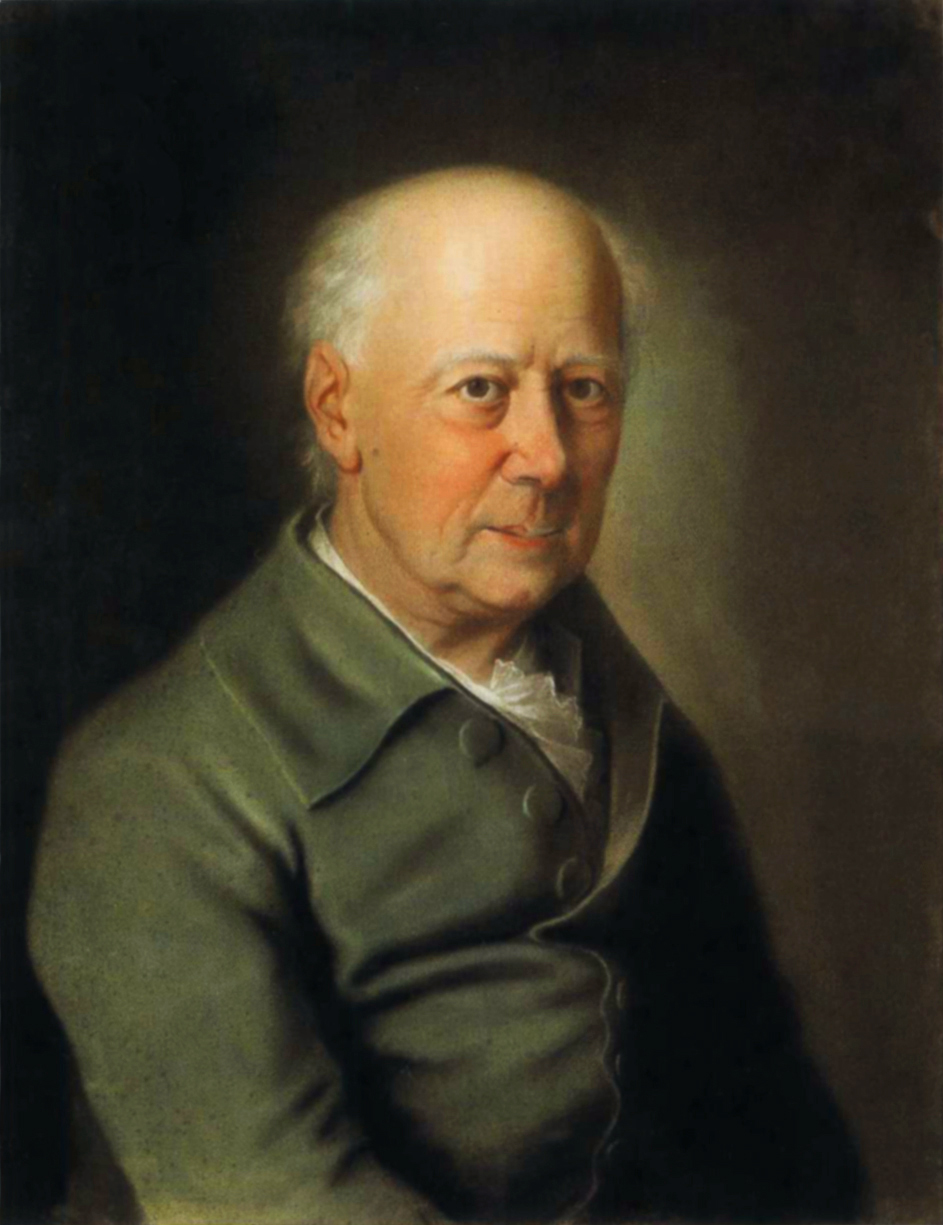
Adam Friedrich Oeser 1798

Adam Friedrich Oeser (Bratislava, 17 febbraio 1717 – Lipsia, 18 marzo 1799) è stato un pittore e scultore austriaco.

## Biografia
Dopo un alunnato di due anni presso il pittore di Bratislava E. F. Kamauf (1696-1749), nel 1730 andò a Vienna dove completò fino al 1739 la sua formazione artistica. Dal 1733 al 1735 studiò ancora a Bratislava presso lo scultore e medaglista Georg Raphael Donner (1693-1741). Nel 1739 lasciò Vienna e andò a Dresda dove lavorò come pittore fino al 1756. Il 5 novembre 1745 sposò Rosine Elisabeth Hohburg, con cui ebbe otto figli, quattro dei quali morirono in tenera età. Noti furono la figlia Friederike Elisabeth Oeser (1748-1829) e Wilhelmine Geyser (1791-1888) così come il figlio Johann Friedrich Ludwig Oeser. Tra l'ottobre 1754 e il settembre 1755 strinse un intenso rapporto con Johann Joachim Winckelmann. Dal 1759 operò a Lipsia. Il 6 febbraio 1764 divenne il primo direttore della rifondata Accademia del disegno. Occupò questo ufficio fino alla morte. Il 13 febbraio 1764 venne nominato pittore della corte elettorale. Tra il 1765 e il 1768 diede lezioni di disegno al giovane studente Johann W. Goethe (1749-1832). Dipinse la sala delle feste del castello di Gohlis ed a Lipsia sia la chiesa di San Nicola e sia il monumento del re. Nel 1776 fu accolto nella loggia massonica Balduin. Il 18 marzo 1799 morì all'età di 82 anni.